# Au-delà des hautes vallées
Pour plus de détails, voir Fiche technique et Distribution.
Au-delà des hautes vallées est un film documentaire québécois réalisé par Maude Plante-Husaruk et Maxime Lacoste-Lebuis, sorti en 2022.

## Synopsis
,.

## Fiche technique
- Titre : Au-delà des hautes vallées
- Titre anglais ou international : Far beyond the pasturelands
- Réalisation : Maude Plante-Husaruk et Maxime Lacoste-Lebuis
- Direction photo : Maude Plante-Husaruk
- Montage : Maude Plante-Husaruk
- Conception sonore : Maxime Lacoste-Lebuis et Eric Shaw
- Mixage sonore : Jean Paul Vialard (ONF)
- Musique : Maxime Lacoste-Lebuis
- Prise de son : Maxime Lacoste-Lebuis
- Production : Maude Plante-Husaruk et Maxime Lacoste-Lebuis
- Distribution : Les Films du 3 Mars
- Pays d'origine : Canada (Québec)
- Langue originale : Népalais, Kham Magar
- Genre : documentaire
- Durée : 84 minutes
- Date de sortie :
  - Québec : 9 décembre 2022

## Distribution
- Lalita Gharti Magar : elle-même [2]

## Distinctions

### Récompenses
- Rencontres internationales du documentaire de Montréal 2021 : Prix Nouveaux Regards[3]
- Kathmandu International Mountain Film Festival 2022 : Mention spéciale du jury [4]

### Nominations
- Festival du film documentaire DOXA 2022 : Sélection officielle "Best canadian director"[5]
- Planet in Focus 2022 : Sélection officielle [6]
- Anthropological Film Festival 2022 [7]
- Festival International du Film de Montagne d’Autrans : Sélection officielle "Films documentaires"
- This Human World Film Festival 2022 : Hors compétition - Section  "New work realities"[8]

## Accueil critique
Pascal Leclerc, rédactrice pour le magazine Le Culte écrit : "Le long-métrage canadien réalisé par Maude Plante-Husaruk et Maxime Lacoste-Lebuis capte l’attention par la beauté de ses prises de vue aériennes de l’Himalaya et par sa capacité à présenter avec délicatesse l’intimité de la communauté de Maikot. Ses images traduisent une authenticité empreinte de bienveillance, qui émeut et confronte". Robert Daudelin, rédacteur pour la revue 24 images ajoute "Fruit d’un travail d’équipe exceptionnel – Plante-Husaruk à la caméra (et plus tard au montage), Lacoste-Lebuis au son –, Au-delà des hautes vallées est une véritable célébration de l’équipe réduite qui, seule, peut permettre une insertion aussi réelle, et aussi convaincante, dans la vie quotidienne d’une communauté". Olivier du Ruisseau, journaliste de Le Devoir déclare "Le couple de cinéastes a pris la meilleure décision possible en optant pour un traitement aussi intime de son sujet. Lorsque juxtaposés au quotidien du camp de travailleurs, les témoignages de Lalita exposent à eux seuls toute la portée politique du film".